# Matthäus Schwarz

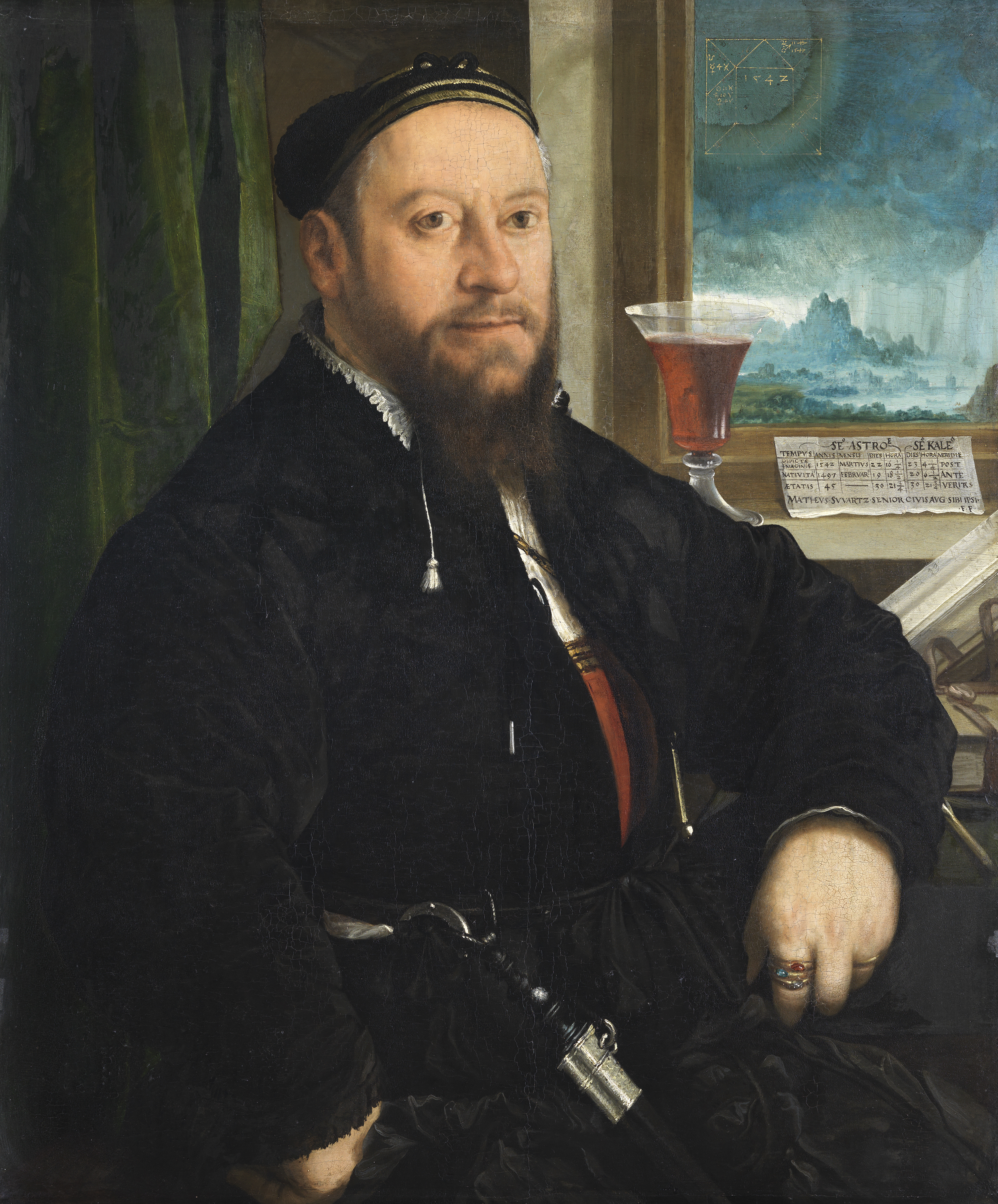
Matthäus Schwartz (Christoph Amberger, 1542)

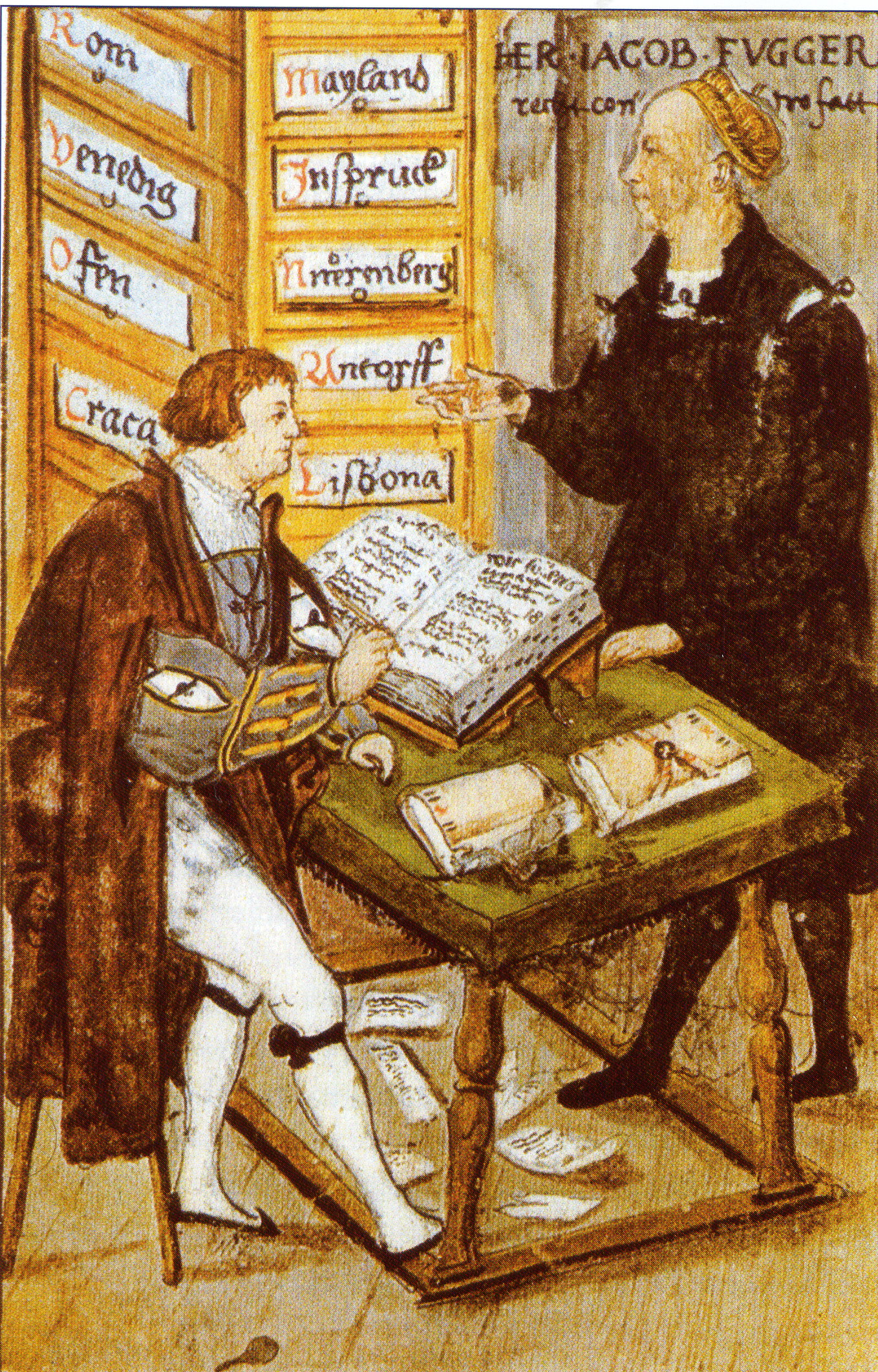
Matthäus Schwarz (links) mit Jakob Fugger in der „Goldenen Schreibstube“ der Fugger

Matthäus Schwarz (* 19. Februar 1497 in Augsburg; † um 1574 ebenda) war ein Kaufmann und Kunstliebhaber in Augsburg.

## Leben
Schwarz stammte aus einer um 1400 aus Rettenbergen nach Augsburg zugewanderten Zimmermannsfamilie und war der Enkel von Ulrich Schwarz, einem mehrmaligen Stadtpfleger von Augsburg. Nach einer Kaufmannslehre in Mailand und Venedig, wo er Kenntnisse in Buchhaltung erwarb, bekam er im Jahr 1516 eine Anstellung bei Jakob Fugger. Er wurde Vertrauter der Familie und wurde Hauptbuchhalter der Fugger-Gesellschaft. Im Jahr 1518 schrieb er mit dem Buch Musterbuchhaltung ein kaufmännisches Lehrbuch. Schwarz erteilte Aufträge an verschiedene Künstler, darunter Narziß Renner.

## Das Trachtenbuch des Matthäus Schwarz
Matthäus Schwarz’ besondere Liebe galt seiner Kleidung, weswegen er den Spitznamen Kleidernarr bekam. Von 1520 an ließ er sich vierzig Jahre lang zu verschiedensten Anlässen in ganzer Figur malen. Von Narziß Renner bis 1536, danach bis 1560 von einem Künstler aus Christoph Ambergers Werkstatt. Diese in einem gebundenen Manuskript festgehaltenen Bilder verzeichnen Datum und Anlass. Die Biographie beginnt mit der Schwangerschaft seiner Mutter. Zwei Aktzeichnungen halten die Proportionen des Körpers fest.